# Vyšná Sitnica
Vyšná Sitnica (em húngaro: Felsővirányos) é um município da Eslováquia, situado no distrito de Humenné, na região de Prešov. Tem 9,79 km² de área e sua população em 2018 foi estimada em 364 habitantes.

## Demografia
| Ano:        | 1994 | 2004    | 2014   | 2024    |
| ----------- | ---- | ------- | ------ | ------- |
| Broj ljudi: | 458  | 410     | 382    | 325     |
| Razlika:    |      | -10,48% | -6,82% | -14,92% |

| Ano:               | 2023 | 2024   |
| ------------------ | ---- | ------ |
| Número de pessoas: | 326  | 325    |
| Diferença:         |      | -0,30% |